# باكور (الفلبين)
باكور (بالإنجليزية: City of Bacoor) هي مدينة في الفلبين، تتبع كاويته، بلغ عدد سكانها 600,609  نسمة في 2015، تبلغ مساحتها 46.17 كيلومتر مربع، رمزها البريدي هو 4102.

## الموقع
تشترك في الحدود مع:
- لاس بيناس
- Kawit [الإنجليزية]‏
- إيموس
- داسماريناس.

## المناخ
يظهر الجدول التالي التغييرات المناخية على مدار السنة لباكور:
| البيانات المناخية لـباكور         | البيانات المناخية لـباكور | البيانات المناخية لـباكور | البيانات المناخية لـباكور | البيانات المناخية لـباكور | البيانات المناخية لـباكور | البيانات المناخية لـباكور | البيانات المناخية لـباكور | البيانات المناخية لـباكور | البيانات المناخية لـباكور | البيانات المناخية لـباكور | البيانات المناخية لـباكور | البيانات المناخية لـباكور | البيانات المناخية لـباكور |
| الشهر                             | يناير                     | فبراير                    | مارس                      | أبريل                     | مايو                      | يونيو                     | يوليو                     | أغسطس                     | سبتمبر                    | أكتوبر                    | نوفمبر                    | ديسمبر                    | المعدل السنوي             |
| --------------------------------- | ------------------------- | ------------------------- | ------------------------- | ------------------------- | ------------------------- | ------------------------- | ------------------------- | ------------------------- | ------------------------- | ------------------------- | ------------------------- | ------------------------- | ------------------------- |
| متوسط درجة الحرارة الكبرى °م (°ف) | 30 (86)                   | 31 (88)                   | 32 (90)                   | 34 (93)                   | 34 (93)                   | 33 (91)                   | 32 (90)                   | 31 (88)                   | 32 (90)                   | 32 (90)                   | 31 (88)                   | 30 (86)                   | 32 (89)                   |
| متوسط درجة الحرارة الصغرى °م (°ف) | 24 (75)                   | 24 (75)                   | 25 (77)                   | 27 (81)                   | 27 (81)                   | 26 (79)                   | 26 (79)                   | 25 (77)                   | 26 (79)                   | 26 (79)                   | 26 (79)                   | 25 (77)                   | 26 (78)                   |
| الهطول مم (إنش)                   | 32.9 (1.30)               | 31.7 (1.25)               | 28.2 (1.11)               | 26.9 (1.06)               | 188.9 (7.44)              | 225.7 (8.89)              | 420.0 (16.54)             | 377.9 (14.88)             | 332.4 (13.09)             | 145.1 (5.71)              | 128.8 (5.07)              | 76.3 (3.00)               | 2٬014٫8 (79.34)           |
| متوسط الأيام الممطرة              | 6                         | 6                         | 4                         | 4                         | 12                        | 18                        | 21                        | 23                        | 21                        | 17                        | 14                        | 10                        | 156                       |
| المصدر: World Weather Online      |                           |                           |                           |                           |                           |                           |                           |                           |                           |                           |                           |                           |                           |